# 霍布沙伊德
霍布沙伊德（德语、法语：Hobscheid）是卢森堡西部的一个城镇和旧市镇，现属于卡佩伦县市镇哈布施特。 
2018年，霍布沙伊德与塞特方丹合并为新市镇哈布施特。在此之前，霍布沙伊德一直是同名市镇的行政中心。新市镇的名称“哈布施特”即霍布沙伊德的卢森堡语名“Habscht”。 

## 旧市镇
旧市镇由以下村庄组成： 
- Eischen
- 霍布沙伊德